# Peter Aczel
Peter Henry George Aczel, né le 31 octobre 1941 et mort le 1er août 2023, est un mathématicien, logicien et professeur émérite britannique au département d'informatique et à la faculté de mathématiques de l'université de Manchester . Il est connu pour ses travaux sur la théorie des ensembles non biens fondés, la théorie constructive des ensembles (en),, et les structures de Frege, .

## Éducation
Aczel a obtenu son baccalauréat ès arts en mathématiques en 1963 suivi d'un doctorat en philosophie à l'Université d'Oxford en 1966 sous la direction de John Crossley, .

## Carrière et recherche
Après deux ans de postes invités à l'Université du Wisconsin-Madison et à l'Université Rutgers, Aczel a pris un poste à l'Université de Manchester. Il a également occupé des postes d'invité à l'Université d'Oslo, au California Institute of Technology, à l'Université d'Utrecht, à l'Université de Stanford et à l'Université de l'Indiana à Bloomington . Il a été chercheur invité à l'Institute for Advanced Study en 2012.
Aczel est membre du comité de rédaction du Notre Dame Journal of Formal Logic  et des Cambridge Tracts in Theoretical Computer Science, après avoir précédemment siégé aux comités de rédaction du Journal of Symbolic Logic et des Annals of Pure and Applied Logic, .